# تييرا دي كامبوس
تييرا دي كامبوس (بالإسبانية: Tierra de Campos)‏ ("أرض الحقول") هي منطقة تاريخية وطبيعية كبيرة أو كوماركا واسعة تمتد عبر مقاطعات ليون سمورة بلد الوليد بالنثيا في قشتالة وليون بإسبانيا.